# Яновский, Николай Кириллович
Николай Кириллович Яновский (24 июля (5 августа) 1860 — после 1917) — генерал-лейтенант Российской императорской армии, участник Первой мировой войны. Кавалер ордена Святого Георгия 4-й степени и Георгиевского оружия.

## Биография
Родился 24 июля 1860 года. По вероисповеданию — православный. Окончил Полоцкую военную гимназию.
В Российской императорской армии с 11 августа 1876 года. Окончил 1-е военное Павловское училище, откуда 4 апреля 1878 года выпущен подпоручиком в 10-й гренадерский Малороссийский полк. Произведён в поручики со старшинством с 4 апреля 1883 года, в штабс-капитаны — с 22 июня 1887 года. В течение 5 лет и 8 месяцев командовал ротой. С 12 сентября 1891 года по 2 мая 1899 года был офицером-воспитателем в Полоцком кадетском корпусе. 17 апреля 1894 года произведён в капитаны, 13 апреля 1897 года — в подполковники.
2 мая 1899 года переведён в 175-й пехотный Батуринский полк. Командовал батальоном, с 27 ноября 1901 года по 4 октября 1904 года являлся заведующим хозяйством полка. 10 октября 1904 года назначен командиром 123-го пехотного запасного батальона. 17 марта 1905 года «за отличие по службе» произведён в полковники со старшинством с 5 октября 1904 года. С 24 июля 1908 года по 10 августа 1910 года был командиром 239-го Окского резервного батальона, с 10 августа 1910 года по 13 мая 1914 года — командиром 55-го пехотного Подольского полка. 13 мая 1914 года произведён в генерал-майоры и назначен командиром 1-й бригады 28-й пехотной дивизии. С 7 по 29 июля того же года был командиром 1-й бригады 27-й пехотной дивизии.
Принимал участие в Первой мировой войне. 29 июля 1914 года назначен командиром бригады новосформированной 73-й пехотной дивизии. За отличие в атаке и овладении укреплёнными позициями противника в ночь с 21 на 22 февраля 1915 года у Серее, в ходе которой проявил «выдающуюся решимость и отличное мужество в связи с совершенно верным пониманием обстановки», приказом командующего 10-й армией награждён Георгиевским оружием. Награждение утверждено Высочайшим приказом от 10 июня 1915 года.
За отличия в июльских боях 1915 года, в ходе которых был контужен, приказом командующего 5-й армией, Высочайше утверждённым 25 мая 1916 года, награждён орденом Святого Георгия 4-й степени:
За то, что, командуя сводной дивизией в боях с 7-го по 16-е июля 1915 года у местечка Крупи у д. Лавмяны, получив приказание прикрыть бригадой фланг отходящего 19-го корпуса, коему угрожало окружение, являя для офицеров и солдат яркий пример доблести и самоотвержения, лично руководил действиями полков, находясь сам в передовых цепях, и не взирая на то, что был сильно контужен разрывом тяжелого снаряда в голову, тем не менее остался в строю и, продолжая выполнять свою задачу, довел порученное ему дело до конца, чем в полной мере оказал существенную помощь 19-му корпусу.
С 20 мая 1916 года по 22 мая 1917 года был командующим 60-й пехотной дивизии. 1 июля 1917 года получил чин генерал-лейтенанта и уволен со службы по болезни. Дальнейшая судьба не установлена.

## Награды
Николай Кириллович Яновский был награждён следующими наградами:
- Орден Святого Георгия 4-й степени (25 мая 1916);
- Георгиевское оружие (10 июня 1915);
- Орден Святого Владимира 2-й степени с мечами (11 ноября 1915);
- Орден Святого Владимира 3-й степени (3 февраля 1914); мечи к ордену (6 октября 1915);
- Орден Святого Владимира 4-й степени (2 марта 1912; с 6 декабря 1911[6]);
- Орден Святой Анны 1-й степени с мечами (30 мая 1915);
- Орден Святой Анны 2-й степени (21 января 1909; с 6 декабря 1908[7]);
- Орден Святой Анны 3-й степени (1894);
- Орден Святого Станислава 1-й степени с мечами (20 мая 1915);
- Орден Святого Станислава 2-й степени (1 июля 1902[8]);
- Орден Святого Станислава 3-й степени (1884).